# Planitz (Gemeinde Weitensfeld im Gurktal)
Planitz ist eine Ortschaft in der Gemeinde Weitensfeld im Gurktal im Bezirk St. Veit an der Glan in Kärnten. Die Ortschaft hat 45 Einwohner (Stand 1. Jänner 2024). 

## Lage
Planitz liegt im Süden der Gemeinde Weitensfeld, auf dem Gebiet der Katastralgemeinde Wullroß, linksseitig etwa 200 bis 300 Höhenmeter über der Wimitz.
Zur Ortschaft gehören die Höfe Planitzer (Nr. 5), Steiner (Nr. 6), Überfelder (Nr. 7), Zuchart (Nr. 8), Drucker (Nr. 9), Schneider (Nr. 10), Pichl (Nr. 12), Waldkeusche (Nr. 14), Oberer Kopaniger (Nr. 16), Unterer Kopaniger (Nr. 17) und einige Häuser ohne Vulgonamen.

## Geschichte
Der Ort wird 1334 als Plein und 1388 als Plenig genannt.
Bei Gründung der Ortsgemeinden Mitte des 19. Jahrhunderts kam Planitz an die Gemeinde Weitensfeld.
Bei der Kärntner Gemeindestrukturreform von 1973 kam Planitz an die damals neu errichtete Gemeinde Weitensfeld-Flattnitz, bei deren Auflösung 1991 wieder zur Gemeinde Weitensfeld im Gurktal.

## Bevölkerungsentwicklung
Für die Ortschaft ermittelte man folgende Einwohnerzahlen:
- 1816: 70 Einwohner[3]
- 1869: 13 Häuser, 80 Einwohner[4]
- 1880: 12 Häuser, 79 Einwohner[5]
- 1890: 13 Häuser, 77 Einwohner[6]
- 1900: 13 Häuser, 70 Einwohner[7]
- 1910: 13 Häuser, 66 Einwohner[8]
- 1923: 13 Häuser, 77 Einwohner[9]
- 1934: 78 Einwohner[10]
- 1961: 14 Häuser, 76 Einwohner[11]
- 2001: 18 Gebäude (davon 17 mit Hauptwohnsitz) mit 19 Wohnungen; 54 Einwohner und 3 Nebenwohnsitzfälle; 17 Haushalte; 0 Arbeitsstätten, 11 land- und forstwirtschaftliche Betriebe[12]
- 2011: 19 Gebäude, 50 Einwohner, 19 Haushalte, 2 Arbeitsstätten[13]
- 2021: 20 Gebäude, 45 Einwohner, 15 Haushalte, 6 Arbeitsstätten[14]